# 父親たちの星条旗
『父親たちの星条旗』（ちちおやたちのせいじょうき、原題: Flags of Our Fathers）は、2006年公開のアメリカ合衆国の映画。ジェームズ・ブラッドリーとロン・パワーズによる同名のノンフィクション小説を元にした映画化である。『硫黄島2部作』の1作目。

## 概要
クリント・イーストウッドが監督し、ジェームズ・ブラッドリーとロン・パワーズによるノンフィクション小説『Flags of Our Fathers』（邦題: 『硫黄島の星条旗』）をポール・ハギスらが脚色し、イーストウッドが率いるマルパソ・カンパニー、スティーヴン・スピルバーグが率いるドリームワークスらが制作した。第49回ブルーリボン賞と第30回日本アカデミー賞で最優秀外国作品賞を受賞した。
太平洋戦争最大の戦闘とされる硫黄島の戦いを日米双方の視点から描いた「硫黄島プロジェクト」のアメリカ側視点の作品である。硫黄島での死闘と戦場（摺鉢山の山頂）に星条旗を打ち立てる有名な写真「硫黄島の星条旗」（Raising the Flag on Iwojima）の被写体となった兵士たちのその後などが描かれる。2006年10月に開催された第19回東京国際映画祭でオープニング作品として上映されたのち、10月28日に全国公開された。同年12月に日本側の視点で描いた『硫黄島からの手紙』が日本とアメリカで連続公開された。
硫黄島のような黒い砂浜を再現し、大がかりな土木工事や大砲・銃火器の使用許可などの困難な条件を克服可能な場所であるアイスランドのレイキャネスで、戦闘シーンが撮影された。
写真を撮影したジョー・ローゼンタールは映画が公開される2ヶ月前に死去した。
海軍の衛生兵のジョン・“ドク”・ブラッドリー、米海兵隊のアイラ・ヘイズ、伝令であったレイニー・ギャグノンの3人の米軍兵士が、英雄として戦債キャンペーンの広告塔に起用されつつ、回想を通して戦場での体験が描かれている。

## ストーリー
ウィスコンシン州で葬儀屋を営む老人のジョン・“ドク”・ブラッドリーが長い人生に別れを告げようとしていた。ブラッドリー（ドク）は1945年に硫黄島で戦い、帰国後は葬儀屋を営み、地域に貢献する男である。
ある日、年老いたジョン・“ドク”・ブラッドリーは突然倒れて、「あいつはどこだ」とうわ言を口にする。そんな父を見て、息子のジェームズ・ブラッドリーは父を知るために戦友たちを訪ね始め、年老いたデイヴ・セベランス元大尉から話を聞いたりする。
ハワイのキャンプタラワで訓練を受けた後、第5海兵師団隷下の第28海兵連隊は硫黄島に侵攻するために出航。海軍は日本軍が布陣しているであろう地点に、三日間にわたり砲爆撃を加えていた。 マイク・ストランク軍曹が第二小隊の指揮を担当。前日は兵士をリラックスさせようとラジオからはジャズが流れるのだが、逆に兵士たちは不安を掻き立てられる。
翌日、1945年2月19日、硫黄島へのアメリカ海軍の砲撃が始まり、海兵隊はLCVPやLVTで上陸。海岸は静かだったため、一等兵のラルフ・“イギー”・イグナトウスキーは、防衛側が既に全滅したのではないかと考えていたが、海兵隊が前進すると塹壕で待ち伏せていた日本軍が発砲を始め、海軍の船にも重砲弾を浴びせる。戦場ではアメリカ軍にも多大な犠牲者が出る中、ドクは衛生兵として仲間の救助に当たる。やがて海岸堡は確保されたものの、アメリカ兵の死体で埋め尽くされる。
2日後、アメリカ海軍の摺鉢山への攻撃と共に、海兵隊は日本軍からの銃砲撃が降り注ぐ中を前進する。ドクはこの戦場で何人もの海兵隊員の命を救い、後に海軍十字章を授与されるほどの活躍をする。海兵隊は摺鉢山の確保に成功するも、地下には依然として日本軍が潜んでいた。
2月23日、ハンク・ハンセン軍曹の小隊が摺鉢山の頂上に到着し米国旗を掲げ、海岸や艦船から喝采を受ける。海辺に上陸するときに米国旗が上がるのを目撃した海軍長官のジェームズ・フォレスタルが、あの旗を欲しいと要求。チャンドラー・ジョンソン大佐は、あの旗は我々第2大隊の物だと不満を爆発させながらも国旗の交代をデイヴ・セベランス大尉に指示し、大尉は伝令であったレイニー・ギャグノンと第2小隊を国旗を交換するために向かわせる。そして従軍カメラマンであったジョー・ローゼンタールにより、マイク・ストランク、ジョン・“ドク”・ブラッドリー、アイラ・ヘイズ、レイニー・ギャグノン、その他2人の海兵隊員（ハーロン・ブロックとフランクリン・スースリー）の6名が、2番目の米国旗を掲げる場面が撮影された。
3月1日、第2小隊は塹壕で待ち伏せをしていた日本軍から機関銃による攻撃を受け、その戦闘中にマイク・ストランクは米海軍の砲弾に見舞われ、その傷が元で亡くなる。その日遅く、ハンク・ハンセンは胸を撃たれて戦死、ハーロン・ブロックも機関銃の射撃により戦死する。
それから二晩たった後、ドクが負傷した海兵隊員を助けている間に、イギーは日本軍に拉致されてトンネルに引きずり込まれ、ドクは数日後に拷問され虐殺されたイギーの死体を発見する。3月21日、フランクリンが機関銃によって射殺され、アイラの腕の中で死ぬ。これで8人だった分隊は、戦闘でドク、アイラ、レイニーの3人だけとなる。フランクリンの死から数日後、仲間の衛生兵を助けようとしたドクも砲撃によって負傷するが、ドクは生き残って野戦病院に送られる。3月26日、戦闘は終了し、米軍が硫黄島を占領する。
戦闘が終了し、ローゼンタールの写真が新聞の一面を飾ると、アメリカ国民の士気は爆発的に盛り上がり、第二次世界大戦を代表する有名な写真となる。ハーロンの母は写真を見て息子だと確信するのだが、やがて夫に息子が戦死した事実を責める。レイニーは写真に写っている6名を上司に聞かれ、彼自身とマイク、ドク、フランクリンを特定するが、この時にハーロンをハンクと誤認してしまう。アイラは自分の名前を伝えたら殺すと脅迫したが、それでもレイニーは6人目の男としてアイラを上司に報告する。
ドクとアイラとレイニーは、7回目の戦債キャンペーンの広告塔に起用され、ワシントンDCでの金星章の授賞式に到着するのだが、そこでドクはハンクの母が国旗を掲揚した6人の中の遺族として間違って呼ばれている事に気づく。3人は、そこで財務省のバド・ガーバーに、実は旗を掲げた者の名前が間違っている事を伝える。アイラは、ハンクは本物の旗を立てた時に居たのであって、旗は一度交換され、その2枚目を掲げた時に撮られたのが報道された写真だと説明する。戦債のツアーは茶番劇としてアイラは非難するのだが、バド・ガーバーは国の戦費には余裕がなく、この戦債キャンペーンが失敗した場合、米国は太平洋を放棄し、彼らの犠牲は無駄になると説得し、3人はハンクが写真に写っていないことを誰にも言わないことに同意する。
3人は資金集めのためのスピーチをするために国中を回り、レイニーは如才なく立ちふるまい、婚約者も連れてくるようになる一方、ドクは浮かない顔で戦場での体験がフラッシュバックし、またアイラは罪悪感に苛まれ、ネイティブアメリカンに寄せられる差別にも遭遇して次第にアルコール依存症に陥る。金星章の受賞パーティで、3人はそれぞれ、戦死した3人の母親たちに会い、レイニーはフランクリンの母親といつもの調子で話を合わせるが、ドクはハンクの母親から写真に写っているのが本当に自分の息子なのかと問われ、記憶が曖昧だとごまかす。一方、アイラはマイクの母親に会うと、思い出して泣き崩れてしまい、軍の上層部から3人はパーティーを出るように言われる。しかしドクはホテルに戻ってからも戦場での体験がフラッシュバックして、苦しむ。
ツアーを続けていたある夜のパーティーで、アイラは、海兵隊総司令官であるアレクサンダー・ヴァンデグリフト将軍に酔って吐いているところを見られてしまったため、恥さらしとののしられる。前線の部隊に送り返されることになったアイラは、英雄だと言われる事に耐えられなかったと言い、処分を快く了承する。そして、戦債キャンペーンはアイラ抜きで続行される。
戦争が終わり、生き残った3人は故郷に戻り、ドクは女性にプロポーズして結婚、葬儀屋に勤め、やがてオーナーが引退する時に葬儀場を買い取って経営者になる。アイラはまだアルコール依存症に苦しんでおり、彼が求めない名声から逃れることはできず、小作農として働き続ける。レイニーはキャンペーン中に受け取った就職の機会を利用しようとするが、結局、自身の栄達につなげることはできず、用務員としての残りの人生を過ごす。警察沙汰を繰り返していたアイラはある日、留置所から釈放された後に、1,300マイル以上をテキサスまでヒッチハイクし、ハーロン・ブロックの家族を訪ねる。アイラはハーロンの父親に、息子は確かに国旗の掲揚の写真に写っていることを話す。1954年に、米国海兵隊の戦没者追悼記念碑の除幕式で3人が会ったのが最後であった。この時はハーロンの母親は出席するが、最初の旗を掲げたハンクの母親は招待されなかった。1955年に、アイラは酒を一晩飲みあかした挙句に屋外で死んでいるのが発見され、検死も行われなかった。同じ年、ドクはイギーの母親が住んでいる町に行き、イギーがどのように死んだかを伝えるのだが、真実を伝えられない事にその後も悩み続ける。1994年、ドクは死の床でうなされ続け、息子のジェームズに良い父親ではなかったと謝り、英雄とは必要に応じて作り上げられた者であることを語る。1945年の最後の回想シーンでは、擂鉢山に旗を掲げた後、男たちは戦闘がいったんおさまった硫黄島の海岸で水遊びに興じているのであった。

## キャスト
※括弧内は日本語吹替
- ジョン・“ドク”・ブラッドリー - ライアン・フィリップ（竹若拓磨）
- レイニー・ギャグノン（英語版） - ジェシー・ブラッドフォード（関智一）
- アイラ・ヘイズ - アダム・ビーチ（志村知幸）
- キース・ビーチ - ジョン・ベンジャミン・ヒッキー（仲野裕）
- ハンク・ハンセン（英語版） - ポール・ウォーカー（森川智之）
- バド・ガーバー - ジョン・スラッテリー（小島敏彦）
- マイク・ストランク - バリー・ペッパー（桐本琢也）
- ラルフ・“イギー”・イグナトウスキー（英語版） - ジェイミー・ベル（佐藤淳）
- チャンドラー・ジョンソン大佐 - ロバート・パトリック
- デイヴ・セベランス大尉 - ニール・マクドノー（有川博）
- ポーリーン・ハーノイス - メラニー・リンスキー
- ジェームズ・ブラッドリー（英語版） - トム・マッカーシー（井上和彦）
- アレクサンダー・ヴァンデグリフト海兵隊司令官 - クリス・バウアー
- ハリー・S・トルーマン - デヴィッド・パトリック・ケリー
- ベル・ブロック - ジュディス・アイヴィー
- マデリン・イーヴリー - マイラ・ターリー（英語版）
- フランクリン・スースリー - ジョセフ・クロス
- ハーロン・ブロック - ベンジャミン・ウォーカー
- シュリエ中尉 - ジェイソン・グレイ＝スタンフォード
- ランスフォード - スコット・イーストウッド
- Mr.ビーチ - レン・キャリオー
- 老デイヴ・セベランス - ハーヴ・プレスネル
- ニューヨーク市長 - ジョン・ポリト
- 上院議員 - デヴィッド・ラッシュ

## スタッフ
- 監督・製作・音楽 - クリント・イーストウッド
- 製作 - スティーヴン・スピルバーグ、ロバート・ロレンツ
- 原作 - ジェイムズ・ブラッドリー、ロン・パワーズ 『硫黄島の星条旗』
- 脚色 - ポール・ハギス、ウィリアム・ブロルイズ・Jr
- 撮影 - トム・スターン
- 美術 - ヘンリー・バムステッド
- 衣装 - デボラ・ホッパー
- 編集 - ジョエル・コックス

## 評価
レビュー・アグリゲーターのRotten Tomatoesでは198件のレビューで支持率は73%、平均点は7.00/10となった。Metacriticでは39件のレビューを基に加重平均値が79/100となった。

## エピソード
映画では、ジョン・“ドク”・ブラッドリーが、2回目の国旗を掲げた中心人物として描かれているが、2016年に米海兵隊は、ドクことブラットリーが写真に写っていなかったと発表した。2014年に米ケーブルテレビ（CATV）のスミソニアン・チャンネルがローゼンタールの写真に写っていた米兵たちの身元を検証するドキュメンタリー番組を制作したことを機に調査した結果であった。ただし、この映画には、既に考慮されていたためかどうかは不明であるが、ドクが直接、掲げるカットは映っていない。
2019年、第三回目の調査で海兵隊はレニー・キャグノンも実際には該当する写真には写っていなかったことを認めた。

## DVD/HD DVD/Blu-ray Disc
- 父親たちの星条旗（2007年5月3日 DVD）
- 父親たちの星条旗（2007年8月10日 HD DVD/Blu-ray Disc）